# Krakkói felkelés
A krakkói felkelés (1846. február 20./21. – 1846. március 4.) demokratikus jelszavak alatt szervezett összlengyel felkelés kísérlete, mely Krakkó szabad városban tört ki.

## Előzményei
Az 1815-ben megtartott bécsi kongresszuson I. Sándor orosz cár javaslatára Krakkót és a környező vidéket önálló szabad állammá nyilvánították, melynek azonban külpolitikáját a három európai nagyhatalom (Ausztria, Poroszország és Oroszország) közösen határozta meg. Lengyelország többi részét már 1795-ben felosztotta maga között a három hatalom. A felosztás ellen több sikertelen felkelés robbant ki Lengyelországban.
A korábbi sikertelen kísérletek után a figyelem a parasztságnak a szabadságharcban játszott lehetséges szerepére irányult. A krakkói felkelésnek a parasztság erejére kellett volna támaszkodnia. Az elképzelés szerint a Krakkóban felállítandó nemzeti kormány támogatása fejében ígéretet tettek a jobbágyság felszabadítására a feudális terhek alól, a parasztság földhöz juttatására és nemzeti műhelyek felállítására. A parasztság bekapcsolása azonban sikertelen volt, mivel a társadalom legmélyén fekvő osztály meggyőzésére csak egy elenyészően kis csoport ember vállalkozott, közöttük Edward Dembowski. 
1846. február 24-én Jan Tyssowskit diktátorrá kiáltották ki. A felkelés folyamán egyetlen csatát vívtak meg a Raba folyó partján fekvő Gdów falu mellett, ahol a Benedek tábornok parancsnoksága alatt álló osztrák csapatok, akik Krakkó felé meneteltek a környékbeli parasztsággal megverték az ellenük küldött felkelő különítményt.
A felkelők legradikálisabb földalatti harcosa, Edward Dembowski nem adta fel. Beszélni kívánt a jobbágyokkal, és ezért február 27-én kereszttel kezében körmenetet vezetett Krakkó egyik külvárosába Podgórzéba. Nem sikerült azonban célját elérni. A felvonulók útját állta az osztrák katonaság, és több sortüzet adtak le a tömegre. Dembowski elesett, halála pontot tett a felkelés végére. Krakkót Ausztriához csatolták, Tyssowski diktatúrája megbukott.

## A felkelés után
A felkelés kísérlete a többi megszállt területen is sikertelen volt. Nagy-Lengyelországban, ahol Lengyelország diktátorául szánt Maciej Mielżyńskit letartóztatták, összetűzésekre került sor a porosz hadsereggel, mely gyorsan elfojtotta a felszabadító mozgalmat. A Lengyel királyságban csak hónapokkal később került sor a felkelés kiszélesítését célzó fegyveres megmozdulásokra. Siedlcén sikertelenül próbálkozott Pantalen Potocki.
Galíciában a felkelés tribunáljának elnökévé Teofil Wiśniowskit választották, aki már a korábbi mozgalmakban is részt vállalt, majd a felkelők parancsnoka lett. Az osztrák hatóságok letartóztatták és 1847-ben kivégezték.